# Pyropteron (Synansphecia) hispanicum
Pyropteron (Synansphecia) hispanicum is een vlinder uit de familie wespvlinders (Sesiidae), onderfamilie Sesiinae.
Pyropteron (Synansphecia) hispanicum is voor het eerst wetenschappelijk beschreven door Kallies in 1999. De soort komt voor in het Palearctisch gebied.